# Wattens
Wattens je obec v Rakousku ve spolkové zemi Tyrolsko v okrese Innsbruck-venkov, v soudním okrese Hall in Tirol. Leží v údolí řeky Inn pod vápencovým masivem Karwendel severních Alp.
K 1. lednu 2021 zde žilo 7984 obyvatel.

## Poloha
Wattens leží v tyrolském údolí Unterinntal, asi 13 km východně od Innsbrucku, na náplavovém kuželu řeky Wattenbach, která obcí protéká a vlévá se do Innu na severu. Obec se skládá z katastrálních území Wattens (4,30 km²) na dně údolí Inn (Inntal) a Vögelsberg (6,53 km²) na západním svahu údolí Wattental vedoucím do Tuxských Alp.
Wattens má rozlohu 10,8 km². Z toho 52 % tvoří lesy, 21 % zemědělská půda a devět procent připadá na zahrady. Z celkové rozlohy je 48,6 % území obydleno.

### Sousední obce
Wattens

## Historie
Nejstarší archeologické doklady osídlení pocházejí z pozdní doby bronzové, v kostele sv. Vavřince byl zdokumentován jeden hrob a další nálezy. Od 5. století př. n. l. je doloženo osídlení doby laténské, jež je spojeno s osídlením při obci Volders prostřednictvím spáleniště a podzemní chodby do tzv. Nebeské říše (německy Himmelreich). Římské osídlení z 3. století je datováno nálezem pokladu mincí.
Středověká obec je písemně zmíněna poprvé v listině z let 930–931 jako „Vuattanes“. Jméno pochází z keltského  Vattanos  (na panství Vatto). 
Papírna založena v roce 1559 je považována za nejstarší v Severním Tyrolsku. Další hospodářský rozmach nastal s příchodem Daniela Swarovského v roce 1895 a založením firmy Swarovski, které vedlo k silnému rozvoji osídlení a výrazně změnilo původní zemědělskou obec.
Wattens byl povýšen na tržní město 1. ledna 1985.

## Kultura a památky

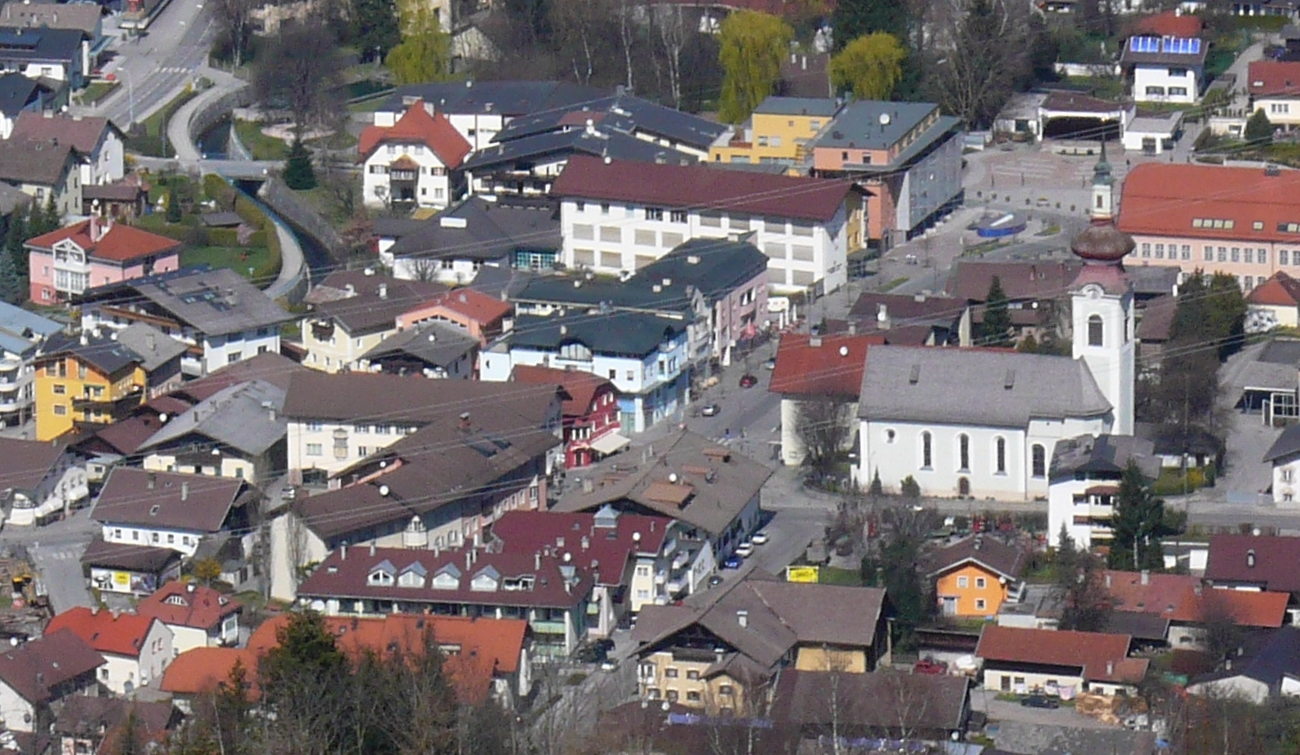
Centrum s kostelem sv. Vavřince

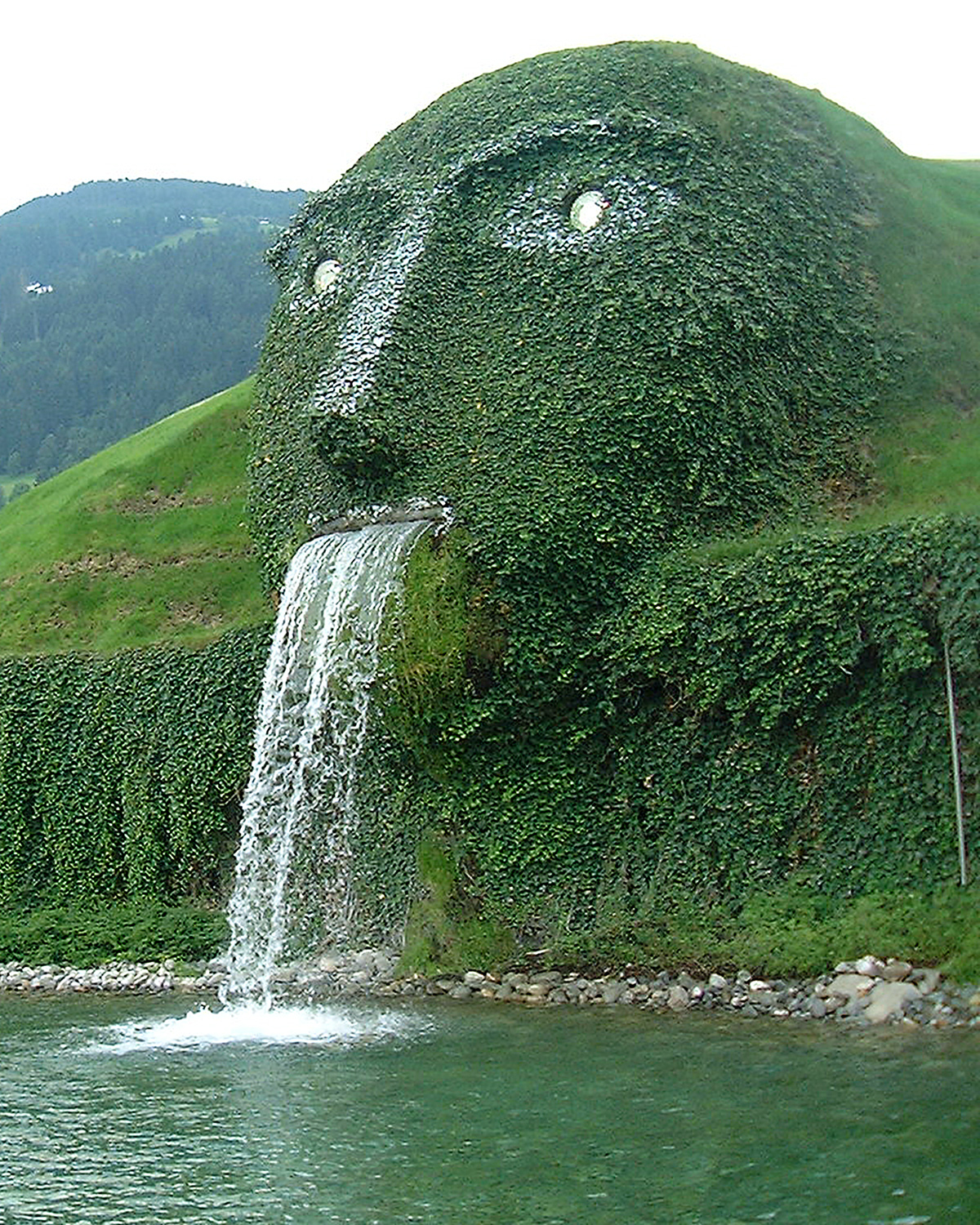
Vodopád u vstupu do Swarovského expozice

- Kostel sv. Vavřince - založen roku 980 na místě pohanského pohřebiště; románská jednolodní stavba, upravená v baroku; Boží hrob
- Farní kostel Neposkvrněného početí Panny Marie - moderní stavba ze 60. let 20. století
- Papírna z roku 1559 je nejstarší stavbou tohoto účelu v Severním Tyrolsku.
- Sklářská a bižuterní továrna Swarovski, založená v roce 1895, ze zaměstnanců postupně vytvořena celá osada, ke 100. výročí založení byla otevřena vlastní muzejní expozice Swarovski Kristall Welten v návrší, upraveném do hlavy obra s vodopádem.
- Muzeum průmyslu a archeologie - největší tyrolské regionální muzeum tohoto zaměření, vystavuje také významný archeologický soubor nálezů z Volders
- Muzeum psacích strojů

## Slavnosti
- Tyrolský festival pověstí a pohádek (Tiroler Sagen- und Märchenfestival)
- Hudební slavnost ve Swarovského muzeu.
- Wiesenrock - divadelní a hudební festival

## Znak
Blason: Štít dělený kosmo stříbrnou šikmou řekou mezi černou a modrou. Ve spodním, černém poli bezbarvý drahokam broušený do čtverce, v horním, modrém poli černá koule - nebo zeměkoule s křížem - lemovaná a dělená stříbrem.
Obecní znak, udělený v roce 1956, symbolizuje průmysl, který obec formoval. Koule byla vodoznakem papírny existující od 16. století, broušený kámen připomíná křišťálové sklo vyráběné od roku 1895. Vlnovka označuje potok Wattenbach, který sloužil jako vodní pohon.